# Helen Richardson-Walsh

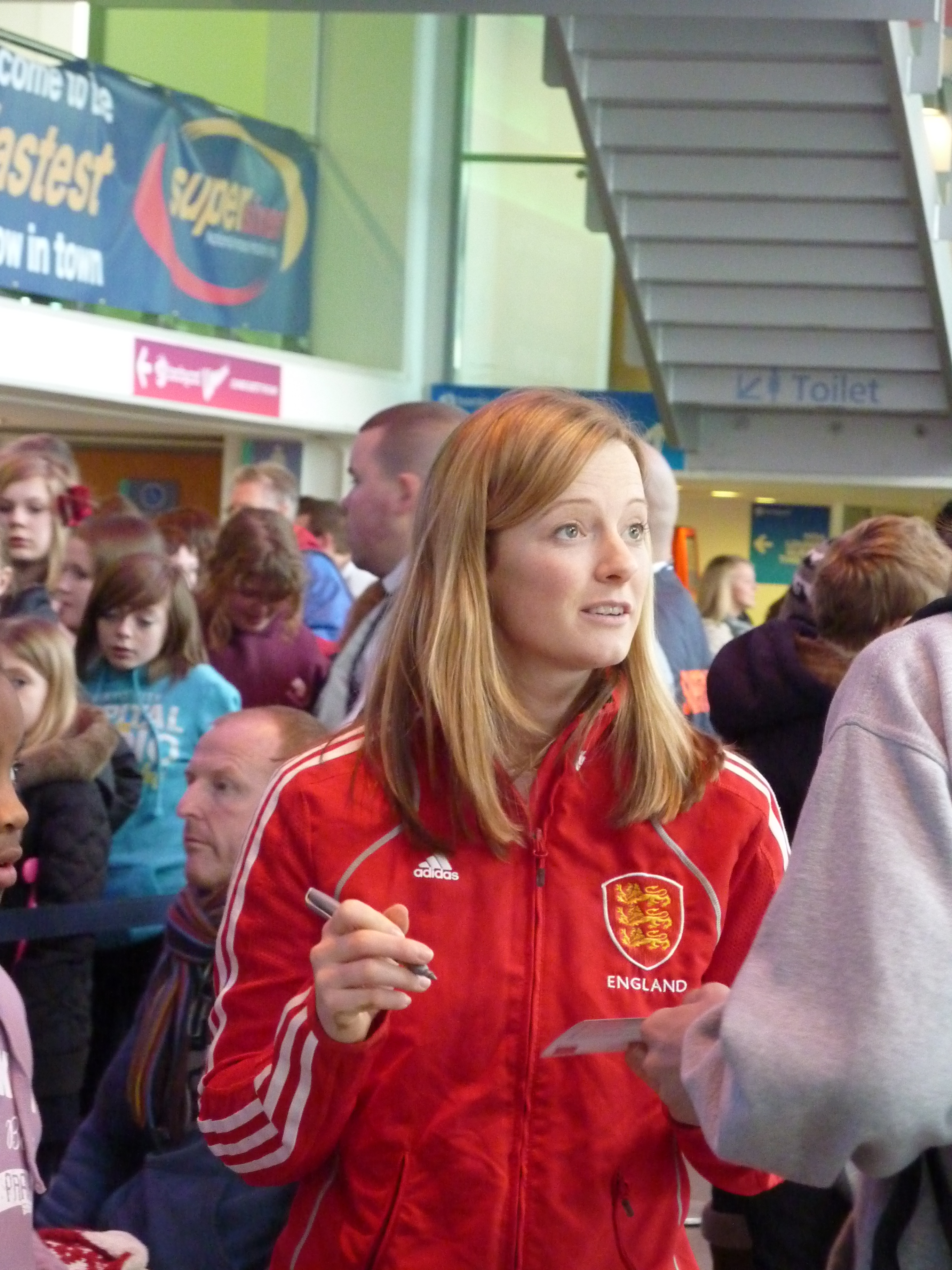
Helen Richardson-Walsh

Helen Richardson-Walsh, MBE (* 23. September 1981 in West Bridgford, Nottingham) ist eine britische Feldhockeyspielerin.

## Leben
Richardson-Walsh spielt in der britischen Damennationalmannschaft im Feldhockey. Sie nahm an den Olympischen Sommerspielen 2012 und an den Olympischen Sommerspielen 2016 teil. 2012 gewann sie mit dem Team die Bronzemedaille, 2016 folgte der Gewinn der Goldmedaille. 2012 sicherte sie sich bei der FIH Champions Trophy Silber. Bei den Commonwealth Games gewann sie mit ihrer Mannschaft 2014 die Silbermedaille sowie 2006 und 2010 die Bronzemedaille. Auch bei Europameisterschaften war sie sehr erfolgreich: so erreichte sie mit ihrer Mannschaft 2015 den ersten Platz, 2013 Rang zwei sowie in den Jahren 1999, 2005, 2007, 2009 und 2011 den dritten Rang. Sie ist seit 2013 mit ihrer Teamkollegin Kate Richardson-Walsh verheiratet.

## Erfolge (Auswahl)
- Goldmedaille bei den Olympischen Sommerspielen 2016
- Bronzemedaille bei den Olympischen Sommerspielen 2012